# 维勒讷沃 (多姆山省)
维勒讷沃（法語：Villeneuve，法語發音：[vilnœv] ⓘ）是法国多姆山省的一个市镇，位于该省南部，属于伊苏瓦尔区。

## 地理
维勒讷沃（45°28'26"N, 3°11'19"E）面积4.23 平方千米，位于法国奥弗涅-罗讷-阿尔卑斯大区多姆山省，该省份为法国中南部省份，北起阿列省接壤，东临卢瓦尔省，南至上盧瓦爾省和康塔爾省，西接科雷兹省和克勒兹省。
与维勒讷沃接壤的市镇（或旧市镇、城区）包括：布德、沙吕、马勒若勒、圣埃朗。

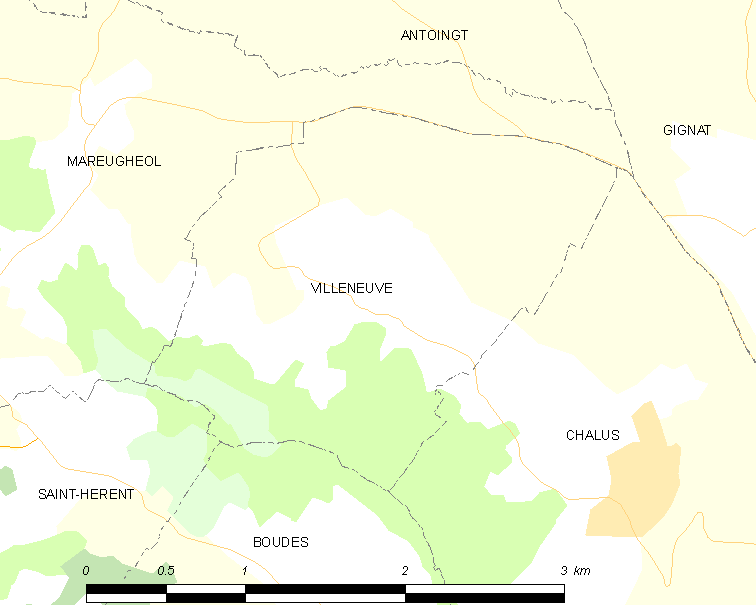
的OSM定位图

维勒讷沃的时区为UTC+01:00、UTC+02:00（夏令时）。

## 行政
维勒讷沃的邮政编码为63340，INSEE市镇编码为63458。

## 政治
维勒讷沃所属的省级选区为布拉萨克莱米讷县。

## 人口

1962-2008年间人口变化图示

维勒讷沃于2022年1月1日时的人口数量为139人。